# فلیکس کامرر
فلیکس کامرر (انگلیسی: Felix Kammerer؛ زادهٔ ۱۹ سپتامبر ۱۹۹۵) بازیگر اهل اتریش است.
وی همچنین برندهٔ جوایزی همچون جایزه بامبی شده است.

## فیلم‌شناسی

### فیلم
| سال  | نام                   | نقش                | یادداشت‌ها       |
| ---- | --------------------- | ------------------ | --------------- |
| ۲۰۲۱ | Dürer                 | Hans Baldung Grien | Television film |
| ۲۰۲۲ | در جبهه غرب خبری نیست | Paul Bäumer        | [ ۲ ]           |
| ۲۰۲۴ | بهشت                  | TBA                | In-production   |
| ۲۰۲۵ | فرانکشتاین            | TBA                | Post-production |

### تلویزیون
| سال  | نام                              | نقش     | یادداشت‌ها |
| ---- | -------------------------------- | ------- | --------- |
| ۲۰۲۳ | پاسپورت                          | Felix   | [ ۳ ]     |
| ۲۰۲۳ | تمام نورهایی که نمی‌توانیم ببینیم | Schmidt | [ ۴ ]     |